# Масерија Вичеконти (Потенца)
Масерија Вичеконти (итал. Masseria Viceconti) је насеље у Италији у округу Потенца, региону Базиликата.
Према процени из 2011. у насељу је живело 12 становника. Насеље се налази на надморској висини од 1125 м.